# خاوی مویانو
خاوی مویانو (انگلیسی: Javi Moyano؛ زادهٔ ۲۳ فوریهٔ ۱۹۸۶) بازیکن فوتبال اهل اسپانیا است.
از باشگاه‌هایی که در آن بازی کرده‌است می‌توان به باشگاه فوتبال رئال وایادولید و باشگاه ورزشی تنریف اشاره کرد.